# Lepidophthalmus
Lepidophthalmus is een geslacht van kreeftachtigen uit de klasse van de Malacostraca (hogere kreeftachtigen).

## Soorten
- Lepidophthalmus bocourti (A.Milne-Edwards, 1870)
- Lepidophthalmus eiseni Holmes, 1904
- Lepidophthalmus grandidieri (Coutière, 1899)
- Lepidophthalmus jamaicense (Schmitt, 1935)
- Lepidophthalmus louisianensis (Schmitt, 1935)
- Lepidophthalmus manningi Feder & Staton, 2000
- Lepidophthalmus rafai Felder & Manning, 1998
- Lepidophthalmus richardi Felder & Manning, 1997
- Lepidophthalmus rosae (Nobili, 1904)
- Lepidophthalmus sinuensis Lemaitre & Rodrigues, 1991
- Lepidophthalmus siriboia Felder & Rodrigues, 1993
- Lepidophthalmus socotrensis Sakai & Apel, 2002
- Lepidophthalmus tridentatus (von Martens, 1868)
- Lepidophthalmus turnerana (White, 1861)